# Acontiinae
Sous-famille
Les Acontiinae sont une sous-famille de lépidoptères nocturnes de la famille des Noctuidae.

## Liste des tribus
Selon Fauna Europaea (23 février 2023) :
- Acontiini
- Aediini
- Armadini
- Hypercalymniini

## Liste de tribus et genres
Selon ITIS (23 février 2023) :
- Tribu Acontiini Guenée, 1841
  - genre Acontia Ochsenheimer, 1816[3]
  - genre Eusceptis Hübner, 1823[3]
  - genre Ponometia Herrich-Schäffer, 1868[3]
  - genre Pseudalypia H. Edwards, 1873[4],[3]
  - genre Spragueia Grote, 1875[3]
  - genre Tarache Hübner, 1823[3]